# Эрни (Мозель)
Эрни́ (фр. Herny) — коммуна во французском департаменте Мозель региона Лотарингия. Относится к кантону Фолькемон.

## Географическое положение
Эрни расположен в 26 км к северо-востоку от Меца. Соседние коммуны: Менвиллер на северо-востоке, Мани на востоке, Арренкур и Брюланж на юго-востоке, Лес и Шенуа на юге, Бодрекур и Сент-Эвр на юго-западе, Аденкур на западе.

## История
- Бывшая деревня региона трёх епископств.

## Демография
По переписи 2008 года в коммуне проживал 461 человек.

## Достопримечательности
- Остатки древнеримской усадьбы.
- Церковь Сент-Этьен, 1829 года, статуя святого Этьена XIII века.